# Dal Vrij
Dal Vrij is een abonnement voor vrij reizen per trein in Nederland in de daluren. Dal Vrij is per 1 augustus 2011 door NS ingevoerd en in de loop van 2012 ook geldig geworden bij de andere treinvervoerders. De oorspronkelijke variant is Dal Vrij op saldo, deze wordt als reisproduct op een persoonlijke OV-chipkaart geladen, en is alleen nog te verlengen, voor wie hem al/nog heeft. In andere gevallen is alleen de NS Flex variant van Dal Vrij verkrijgbaar. Hieronder wordt uitgegaan van deze versie.
Dal Vrij geeft treinreizigers recht op 100% korting (dus vrij reizen) tijdens reizen met de eerste incheck in de daluren. Tijdens de spitsuren geeft Dal Vrij geen recht op korting. Daluren zijn op werkdagen de uren vóór 6:30, tussen 9:00 en 16:00 en na 18:30. De zaterdag, zondag en feestdagen worden geheel tot de daluren gerekend. De overige uren zijn de spitsuren.

## Vervoerders
Dal Vrij is geldig in treinen van de volgende treinvervoerders in Nederland of samenwerkingsverbanden op basis van gemeenschappelijke in- en uitcheckvoorzieningen:
- NS, inclusief de binnenlandse trajecten van enkele NS International treindiensten: ICE (traject Amsterdam Centraal - Arnhem) en de Intercity van/naar Berlijn (op het traject Amsterdam Centraal - Hengelo),[5][6] en alleen tegen betaling van een toeslag op het traject Schiphol – Rotterdam in de Intercity direct; Dal Vrij is ook geldig voor reizen met NMBS en DB op de Nederlandse trajecten; dit wordt hieronder gerekend als reizen bij NS
- Arriva / Breng[7] / Abellio RE 19 Arnhem-Zevenaar, exclusief de delen van Arriva die tot Blauwnet behoren; inclusief de verbindingen tussen Nederland en Leer en Aken
- RRReis
- Blauwnet
- Qbuzz (bij overstappen in de spits naar Qbuzz bij een reis die in de daluren is begonnen brengt NS kosten in rekening; de klant kan deze echter steeds terugvragen)

## Kenmerken
Dal Vrij geeft recht op Samenreiskorting: reizigers mogen door-de-week voor 6:30, tussen 9:00 en 16:00, alsmede na 18:30 en in het weekend (en op feestdagen) drie medereizigers met korting meenemen. Met Dal Vrij reizen in de spits tegen vol tarief verschilt van reizen zonder abonnement, met alleen het product "Reizen op saldo bij NS" en de dienovereenkomstige functie bij andere vervoerders. Dit betreft de ontheffing van de verplichting om een toeslag te betalen in de ICE.

## Toekomst
Wijzigingen in de concessies in het Nederlandse openbaar vervoer kunnen tot gevolg kunnen hebben dat sommige treindiensten op btm overgaan, zoals gebeurd is op het traject Schiedam Centrum - Hoek van Holland Strand, de ombouw tot metrolijn van de RET. Vrij reizen in de daluren met Dal Vrij is dan op die lijn niet meer mogelijk.

## Grensoverschrijdende reizen
Houders van Dal Vrij kunnen bij reizen in Nederland in aangepaste daluren (ook in de middagspits) met een e-ticket, of voor een hogere prijs uit de NS-automaat (alleen een enkele reis of retour vanuit Nederland), een vervoerbewijs met 100% korting in Nederland van/naar een station in Nederland naar/van een station in het buitenland, zonder met Dal Vrij in en uit te checken de grens oversteken. Vaak wordt dit gedaan naar/van het eerste station in het buitenland, in combinatie met een voordelig binnenlands vervoerbewijs van het betreffende land, voor de rest van de reis.

### België
België kan met Dal Vrij bereikt worden (met uitsluitend betaling van het Belgische deel van het afgelegde traject, zie boven) via Roosendaal en via Maastricht, en voor een hogere prijs via Breda. In de Thalystreinen is Dal Vrij niet geldig en geeft het evenmin korting.

### Duitsland
Nedersaksen kan men binnenkomen via Weener(Gr) en via Bad Bentheim(Gr).
Noordrijn-Westfalen is bereikbaar via Gronau(Gr), Venlo(Gr), Emmerich(Gr) Herzogenrath(Gr).
Enkele Duitse stations bereikbaar met de regionale treinen via de grensovergangen Emmerich, Weener en Herzogenrath worden voor de OV-chipkaart beschouwd als een Nederlands station. Alle Nederlandse kaartsoorten zijn op dit traject geldig.

## Andere abonnementen met de naam Dal Vrij
Arriva heeft per regio eigen versies van Dal Vrij, geldig in de Arriva-bus en al dan niet ook geldig in de Arriva-trein.
U-OV heeft een eigen versie van het abonnement Dal Vrij. Dit abonnement is geldig op alle bussen en trams van U-OV, uitgezonderd lijn 441, 447, 452, 474, 477 en 495.